# 주희
주희(朱熹, 1130년 10월 18일 ~ 1200년 4월 23일)는 중국 남송의 유학자로, 주자(朱子), 주부자(朱夫子), 주문공(朱文公) 송태사휘국문공(宋太師徽國文公)이라는 존칭이나 봉호로도 불린다. 자(字)는 원회(元晦), 중회(仲晦)이다. 호는 회암(晦庵), 회옹(晦翁), 운곡노인(雲谷老人), 창주병수(滄洲病叟), 둔옹(遯翁)등 여러가지가 있다. 시호(諡號)는 문(文), 휘국공(徽國公)이다. 송나라 복건성 우계(尤溪)에서 출생했으며 19세에 진사가 된 후 여러 관직을 지내면서 공자, 맹자 등의 학문에 전념하였으며 주돈이, 정호, 정이 등의 유학 사상을 이어받았다. 그는 유학을 집대성하였으며 오경의 참뜻을 밝히고 성리학(주자학)을 창시하여 완성시켰다.
주희는 주염계, 이정(二程)으로 대표되는 이전 송학의 흐름을 이어받아 이를 집대성하고 종래 유교가 불교와 도교에 비해 사상적인 약점이었던 이론적 결여를 보완하는 우주론적, 인간론적 형이상학을 수립하게 된다. 이로써 한당의 훈고학적인 한계에서 벗어나 윤리학으로서의 본래성을 되찾는 한편 그것을 우주론적인 체계 속에 자리잡게 하고자 했다.
이후 주자의 철학은 20세기 초에 이르기까지 동아시아를 지배하는 주도 이념으로 자리잡는다. 사후 송 영종 연간에 문공(文公)의 시호가 내려지고 송 이종 연간에 태사(太師)로 추증되었으며 신국공(信國公)으로 추봉되었다가 다시 휘국공(徽國公)으로 고쳐 봉해졌고 문묘에 배향 종사되었다. 주돈이의 학통을 계승한 연평(延平) 이동(李侗)의 제자이다.

## 생애
송나라 휘주徽州(현재 복건성 삼명시 우계현)에서 아버지 위재(韋齋) 주송(朱松)과 어머니 축씨(祝氏) 사이에서 태어났다. 일찍부터 총명하고 근엄하여 말수가 적고 학문 연구에 전념하였다. 어려서는 부친의 지기인 호적계(胡籍溪)·유백수(劉白水)·유병산(劉屛山)에게 사사(師事)하였고 과거급제 이후에는 주돈이와 정호 등의 학통을 이은 연평(延平) 이동(李侗)을 찾아가 사사, 명도(明道) 이천(伊川)을 사숙하여 학문에 전념하였으며 이후 유교 경전을 탐독하고 풀이 주석을 교정하고 공자, 맹자 등의 사상을 풀이하였는데 이것이 하나의 학문이 되어 성리학으로 발전하였다. 19세의 나이에 과거 시험에 등제하여 벼슬길에 올랐으며 관직에 나아가서는 황제에게 요순의 덕치(德治)를 설명하며 봉사(封事)와 상서(上書)로 누천만언(屢千萬言)을 개진하였으나 뜻한 바를 이루지 못하고 한탁주 등 관료들의 미움을 받아 만년에는 모함을 당하고 기인으로 몰리는 등 많은 고생을 겪었다.
그의 학문을 성리학 또는 주자학이라 하는데, 고대 경전의 주해 외에 유교의 주류인 이기심성(理氣心性), 거경궁리(居敬窮理)의 학설을 제창하여 그 학문은 오늘까지 이어지고 있다. 저서로는 주역본의계몽(周易本義啓蒙)·시집전(詩集傳)·대학중용장구혹문(大學中庸章句或問)·논어맹자집주(論語孟子集註)가 있고, 소편(所編)에는 논맹집의(論孟集義)·중용집략(中庸集略)·효경간오(孝經刊誤)·소학서(小學書)·통감강목(通鑑綱目)·근사록(近思錄)·주자집(朱子集) 등을 남겼다. 1200년에 졸하니 사망당시 향년 71세였다. 송 영종 때 문공(文公)의 시호가 내려지고 송 이종 연간에 태사(太師)로 추증되었으며 신국공(信國公)으로 추봉되었다가 다시 휘국공(徽國公)으로 고쳐 봉해졌고 문묘에 배향 종사되었다.

## 사상

### 이기론(理氣論)
이기론은 우주 만물의 구조를 이(理)와 기(氣)라는 두 가지 개념으로 설명하려는 이론이다. 이기론에 따르면 우주 만물은 이와 기가 결합되어 나타나는데, 여기서 이는 만물을 낳는 근본 원리를 말하며, 기는 만물을 생성하는 재료를 말한다. 주자는 모든 사물이 이와 기의 결합으로 되어 있기 때문에 이와 기가 서로 떨어질 수 없으며(理氣不相離), 동시에 원리로서의 이와 재료로서의 기의 역할이 분명히 다르기 때문에 이와 기는 서로 뒤섞일 수 없다(理氣不相雜)고 보았다. 주자는 모든 사물은 이(理)를 갖추고 있기 때문에 이의 측면에서는 똑같다고 보았다. 하지만 현실에 존재하는 만물이 서로 다른 것은 기(氣)의 맑고 흐림 또는 바르고 치우침의 차이가 있기 때문이라고 보았다.

### 심성론(心性論)
심성론은 이기론을 바탕으로 인간의 내면적 구조와 본질을 규명하고자 하는 이론이다. 심성론에 따르면 심(心)은 성(性)과 정(情)을 통괄한다[心統性情]. 성이란 하늘로부터 부여받은 이치(理)로, 본연지성(本然之性)과 기질지성(氣質之性)으로 나눌 수 있다. 본연지성은 기질의 영향을 받기 이전의 순선한 것이고, 기질지성은 본연지성이 기질의 영향을 받아 나타나는 것이다. 모든사람의 본연지성은 동일하지만 기질은 사람마다 다르기 때문에 사람마다 기질지성이 달라지는 것이다. 또한 정은 성이 외부의 사물에 감응(感應)하여 나타난 감정으로 사단과 칠정을 말한다.

### 거경궁리론(居敬窮理論)
거경궁리론은 도덕을 실천하여 인격적으로 완성된 군자나 성인이 되는 방법에 관한 이론이다. 주자에 따르면 순선한 본연지성이 온전히 드러나기 위해서는 본연지성이 기질의 영향을 받지 않도록 수양이 필요하다. 그는 이를 위해 먼저 인간 자신을 포함한 세계의 참모습을 밝게 알아야 한다고 하였다(格物致知). 그래서 사물의 이치와 도리를 먼저 알아야 그에 맞는 올바른 행동을 할 수 있다는 선지후행(先知後行)을 강조하였다. 주자는 이와 더불어 선한 본성을 보존하고 함양하여 잘못된 길로 빠지지 않도록 살펴 경계해야 한다(存養省察)고 주장하였다. 주자에 따르면 이러한 노력을 통해 인간은 천리를 보존하고 이기적 욕망을 제거하여(存天理去人欲) 이상적 인간이 될 수 있다.

### 경세론(經世論)
경세론은 세상을 다스리는 것에 관한 이론이다. 주자는 자신을 먼저 수양하고 다른 사람을 편안하게 한다는 수기안인(修己安人)의 원리에 근거하여, 수양을 통해 자신의 내면을 닦는데 그치지 않고 제도·법률·생산 등과 같은 사회적이고 현실적인 문제까지도 적극적으로 해결할 것을 강조하였다.

### 이기이원론과 태극도설
우주만물을 형이상학적인 이(理)와 형이하의 기(氣)로서 구성되어있다고 보고, 인간의 본성은 선한 이가 발하여 나타나는 것이나 불순한 기로 인하여 악하게 되는 것이라고 보았다. 이러한 이와 기로 이뤄진 우주와 만물이 생성되고 움직이는 운동법칙, 원리로서 태극(太極)을 제시한다.
이상의 개념들을 통해 주자는 주염계의 태극도설, 정이의 성즉리, 이기이원론(理氣二元論)에서 강한 영향을 받았다는 것을 알 수가 있다. 주자는 동시에 젊은 시절 탐독했던 불교와 도교의 사상에서 받았던 영향에서 착안하여 유학의 사상적 이학적 내용을 풍성하게 하는 것에 기여했다.

### 사상의 계승
- 고려의 절의파 충신인 정몽주에 의해 주자의 경세론은 의리론으로 계승되었다. 그러나 정몽주의 제자인 하연에 의해 주자의『경재잠(敬齋箴)』은 조선에서 선구적으로 수용되어 하연은 스승 정몽주의 의리론을 계승하는 동시에 수양론(修養論)으로 발전시켜 주자의 사상은 조선에서 정치적 또는 이론적인 학문성을 넘어 인간성의 본질적 면과 도덕적인 면을 동시에 추구하는 철학적인 사상으로 계승되었다.

## 저서

### 주자문집
주자문집(朱子文集)은 주희가 쓴 문장을 집록(集錄)한 100권의 책이다. 여기에 수록된 주자의 글은 실로 다종다양하다. 특히 그의 상주문(上奏文) · 사면문(辭免文) · 기(記) · 공이(公移) 등등은 주자의 구체적인 정치활동이나 정치사상을 아는 데 지극히 중요한 자료이다. 또 서간문(書簡文) · 잡저(雜著) · 기(記) 등은 주자의 학문사상을 아는 데 있어 《어류(語類)》와 함께 필독해야 할 부분이다. 기타 이 문집 100권은 별집(別集) · 속집(續集)을 합하여 주자의 사상이나 역사적 성격을 전체적으로 규정하는 점에서 필요 불가결한 자료이나, 종래 주자를 논하는 사람 가운데서 문집을 자세히 읽은 사람은 거의 없다. 주자 연구에 있어서 새로운 설이나 해석을 제공할 수 있는 자료적 보고(寶庫)라 해도 무방하다.

### 사서집주
오경 뿐만 아니라 사서를 존중하고 유학의 핵심 경전으로 삼고자 했다. 이에 사서집주(四書集注)를 저술하였고 이후에 유교의 기본 경전으로서 귄위를 부여받게 된다. 

## 같이 보기
- 근사록
- 사서오경
- 사서집주
- 주자어류
- 경원의 당금
- 주원장
- 양명학
- 정몽주
- 하연

## 참고 문헌
- 주희 『주자어류 (권3)』 / 박성규 pdf

1. ↑  정창우 외 11인, 2014, 《고등학교 윤리와 사상》 44쪽, 미래엔
2. ↑  정창우 외 11인, 2014, 《고등학교 윤리와 사상》 44쪽, 미래엔
3. ↑  정창우 외 11인, 2014, 《고등학교 윤리와 사상》 44쪽, 미래엔
4. ↑  정창우 외 11인, 2014, 《고등학교 윤리와 사상》 44쪽, 미래엔

- 이 문서에는 다음커뮤니케이션(현 카카오)에서 GFDL 또는 CC-SA 라이선스로 배포한 글로벌 세계대백과사전의 내용을 기초로 작성된 글이 포함되어 있습니다.